# Casteil
Casteil (in catalano Castell de Vernet) è un comune francese di 122 abitanti situato nel dipartimento dei Pirenei Orientali nella regione dell'Occitania.

## Storia

### Simboli
La figura nello scudo fa riferimento all'abbazia di  Saint-Martin-du-Canigou costruita nel 1009 sul vicino monte Canigou.

## Geografia fisica

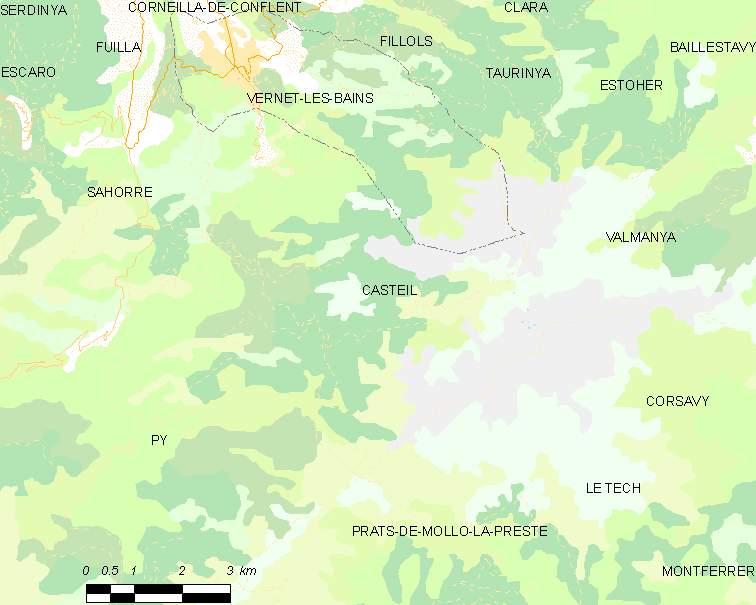
Situazione di Casteil

## Società

### Evoluzione demografica
Abitanti censiti